# Pustoszka (rejon postawski)
Pustoszka – dawna wieś. Tereny, na których była położona, leżą obecnie na Białorusi, w obwodzie witebskim, w rejonie postawskim, w sielsowiecie Komaje.

## Historia
W czasach zaborów wieś włościańska w gminie Hoduciszki, w powiecie święciańskim, w guberni wileńskiej Imperium Rosyjskiego. W 1866 roku miała 16 dusz rewizyjnych. 
W latach 1921–1945 wieś leżała w Polsce, w województwie wileńskim, w powiecie święciańskim, w gminie Hoduciszki.
W 1931 w 9 domach zamieszkiwało 45 osób.
Wierni należeli do parafii rzymskokatolickiej w Komajach. Miejscowość podlegała pod Sąd Grodzki w Łyntupach i Okręgowy w Wilnie; właściwy urząd pocztowy mieścił się w Łyntupach.